# Kovács Dezsőné Pap Mária

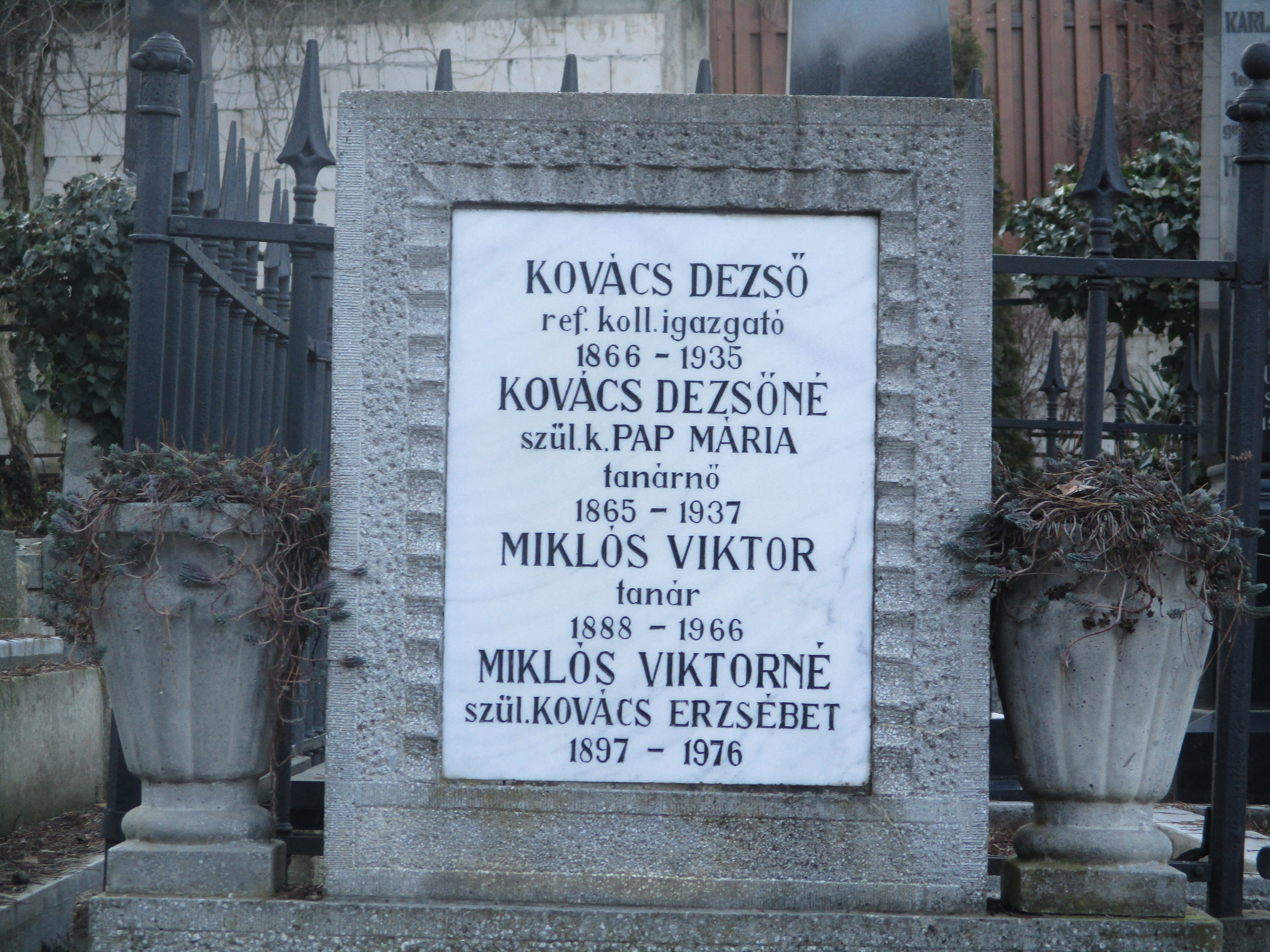
Sírja a Házsongárdi temető lutheránus részében

Kovács Dezsőné, sz. kézdivásárhelyi Pap Mária (Déva, 1865. február 24. – Kolozsvár, 1937. december 14.) tanítónő, polgári iskolai tanárnő, ifjúsági író. Kovács Dezső felesége.

## Életútja
Tanítónői oklevelét a kolozsvári Állami Tanítóképzőben szerezte, melynek gyakorló iskolájában húsz éven át tanított. Időközben polgári iskolai tanári oklevelet szerzett Brassai Sámuel irányításával, akinek nyelvtanítási módszerét következetesen alkalmazta. Nyugalomba vonulása után élénk közéleti tevékenységet fejtett ki mint a leányifjúság korszerű nevelésének szószólója. A Család és Iskola, A Hírnök, Hölgyfutár, Pásztortűz és számos más erdélyi lap hasábjain szorgalmazta a növendékleányok gyakorlati pályákra irányítását; ilyen szellemben szerkesztette 1929-ben A Hírnök Nőkről nőknek c. rovatát. Önálló kötete: Petőfi Sándor és szülei (Kolozsvár, 1928).